# Saliciphaga
Saliciphaga là một chi bướm đêm thuộc phân họ Olethreutinae trong họ Tortricidae.

## Các loài
- Saliciphaga acharis (Butler, 1879)
- Saliciphaga caesia Falkovitsh, 1962